# El círculo mágico (pintura)

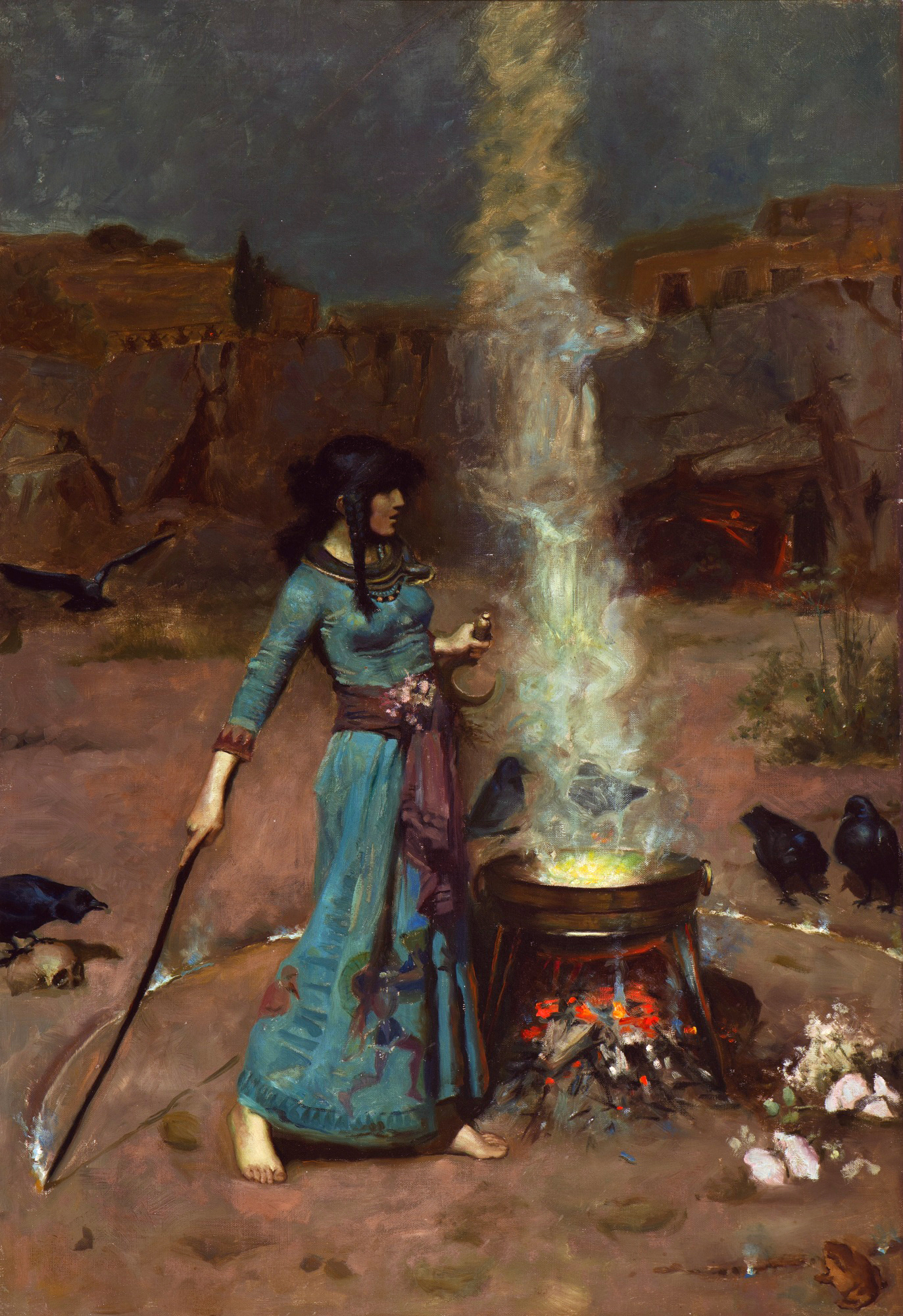
La versión más pequeña de 1886 de El círculo mágico, 88 cm x 60 cm (34,6 pulgadas x 23,6 pulgadas), en una colección privada

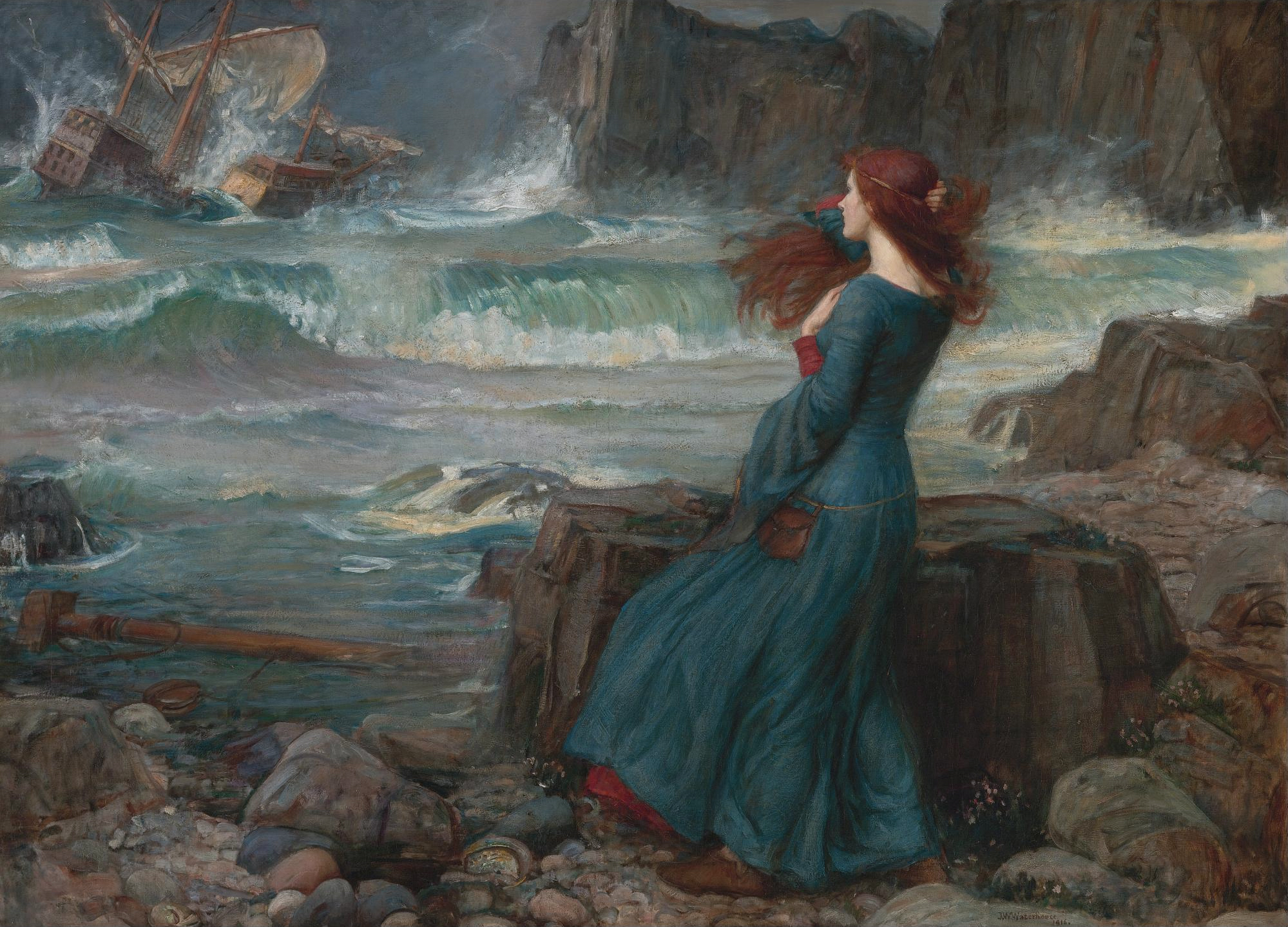
Miranda - La tempestad de J. W. Waterhouse (1916)

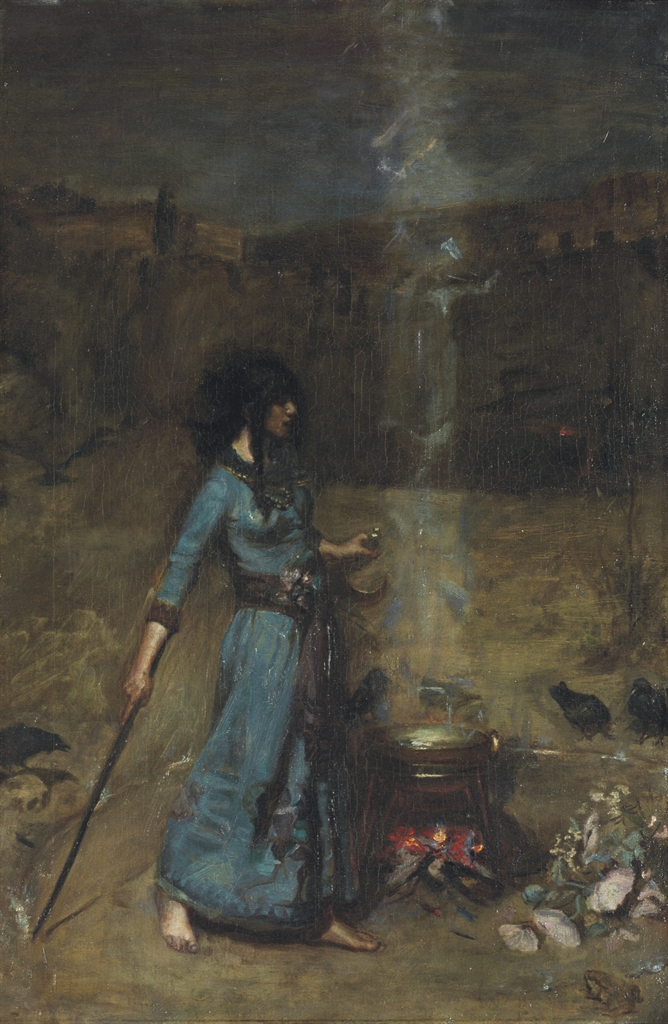
Un estudio para la pintura, c. 1886, en una colección privada

El círculo mágico es una pintura al óleo de 1886 de estilo prerrafaelita del pintor John William Waterhouse. Se produjeron dos copias del cuadro. Las dos pinturas representan a una bruja o hechicera que usa una varita para dibujar un círculo mágico de fuego en la Tierra para crear un espacio ritual para su magia ceremonial. Como era habitual en la época, Waterhouse repitió su tema en una escala más pequeña, un estudio de la obra original, probablemente a petición de un coleccionista.

## Historia
La versión más grande de El círculo mágico se mostró en la Real Academia de Arte en Londres en 1886, un año después de que Waterhouse fuera elegido miembro de la academia. Después de Consultando al Oráculo y Santa Eulalia, ésta fue la tercera exposición de Waterhouse con un tema sobrenatural en muchos años. El cuadro tuvo una buena acogida en su exposición, y fue comprado por £650 el mismo año por la Tate Gallery, a través del legado Chantrey.  El cuadro tuvo un gran éxito entre la crítica y el público.
La versión más pequeña de 1886 de The Magic Circle mide 88 cm de alto y 60 cm de ancho. Pertenece a un coleccionista privado. Waterhouse pintó un estudio alrededor de 1886 para El círculo mágico (de 61,5 cm de alto y 41,2 cm de ancho) también en poder de un coleccionista privado. Inicialmente esbozó la composición en una versión en tinta y pluma sepia entre 1880 y 1881.
El Círculo Mágico estuvo expuesto en la Galería Nacional de Australia como parte de la exposición Amor y Deseo (diciembre de 2018 – abril de 2019).

## Descripción
En un estilo típico de Waterhouse, el personaje principal es una figura femenina colocada en el centro del lienzo. El paisaje circundante es borroso, como si no fuera del todo real, y las figuras del fondo solo se pueden discernir en una inspección minuciosa, lo que garantiza deliberadamente que la bruja sea la única imagen importante.
Waterhouse prestó especial atención a los ángulos empleados en esta obra, equilibrando el círculo que la figura dibuja alrededor de sí misma mediante un triángulo: su brazo recto, extendido por el palo recto, se mantiene extendido a 25 grados con respecto a su cuerpo erecto. La expresión decidida de la figura enfatiza el poder de la hechicera o bruja, su exclusión de los cuervos y las ranas (símbolos populares que representan la magia) y su dominio sobre la columna de humo. En lugar de expandirse hacia afuera o verse afectada por el viento, permanece en línea recta. Una serpiente uróboros viva gira alrededor del cuello de la mujer.
El Círculo Mágico es similar en composición a la pintura posterior de Waterhouse del año 1916, Miranda – La Tempestad, que también retrata a una mujer asociada con la magia. Miranda lleva un vestido similar al de la bruja de El Círculo Mágico, y su rostro solo se puede ver de perfil. A diferencia de las representaciones de hechiceras realizadas por Frederick Sandy, como Morgan le Fay de 1864 y Medea de 1868, Waterhouse eligió hacer que el rostro de su bruja fuera intencional e intrigante, en lugar de malévola.

## Temas
Los milagros, la magia y el poder de la profecía son temas habituales en el arte de Waterhouse. Más concretamente, la noción de la mujer como hechicera aparece de forma recurrente en imágenes como Circe ofreciendo la copa a Ulises (1891, Oldham Art Gallery) e Hylas y las ninfas (1896, Manchester City Art Gallery). Su obra también incluye varios temas de Oriente Medio, en los que se inspiró en el trabajo de artistas contemporáneos como JF Lewis (1805-1876) y Lawrence Alma-Tadema (1836-1912). Esta es una de las primeras obras de Waterhouse y refleja su fascinación por lo exótico.

La mujer de esta imagen parece ser una bruja o sacerdotisa dotada de poderes mágicos, posiblemente el poder de la profecía. Su atuendo y su aspecto general son muy eclécticos y proceden de varias fuentes: tiene la tez morena de una mujer de origen medio-oriental; su peinado es como el de una anglosajona primitiva; su vestido está decorado con guerreros persas o griegos. Sostiene una hoz en forma de media luna en la mano izquierda, que la vincula con la luna y Hécate. Con la varita en la mano derecha, dibuja un círculo mágico protector a su alrededor. Fuera del círculo, el paisaje está desnudo y yermo; un grupo de grajos o cuervos y una rana -todos ellos símbolos del mal asociados a la brujería- están excluidos. Pero dentro de sus confines hay flores y la propia mujer, objetos de belleza. El significado del cuadro no está claro, pero su misterio y exotismo calaron hondo en los observadores contemporáneos. Cuando el cuadro se expuso en la Royal Academy en 1886, el crítico del Magazine of Art escribió: «El Sr. Waterhouse, en “”El círculo mágico“”, sigue estando en su mejor momento: original en su concepción y pictórico en sus resultados».
citado en Hobson, p. 37

## Teorías
Un artículo publicado en la revista de la Sociedad Prerrafaelita, The Review, ha planteado la hipótesis de que Waterhouse puede haber pintado una imagen de su rostro en El círculo mágico y que la imagen solo se puede ver a una distancia específica requerida de la pintura. El artículo también sugiere que podría haber sido posible lograr esa distancia viendo la pintura a través de binoculares invertidos o binoculares de ópera. Un documental complementario, Inside the mystery of JW Waterhouse's The Magic Circle, presenta el argumento visual.
Un ensayo posterior de PRS Review siguió a estas teorías presentando evidencia de que la pintura está directamente inspirada en el Segundo Idilio de Teócrito, más comúnmente conocido como “La Hechicera”, y en particular en la traducción de los Idilios de CS Calverley de 1866. Un artículo de blog adjunto presenta un argumento detallado que incluye evidencia de que el "rostro" que emerge del paisaje en la pintura es el de "Delphis", el amante de la Hechicera, a quien ella está intentando invocar.

## En la cultura contemporánea
Harry Furniss creó varias parodias de The Magic Circle, incluyendo una en Punch que mostraba a la actriz Sarah Bernhardt cuidando un caldero y otra en una exposición The Magic Circle, or There's Nothing like a Lather de Soap-and-Waterhouse.

## Cultura popular
Una reproducción de El Círculo Mágico es una de las pinturas que aparecen en El Gran Salón de la Academia de Brujas de Miss Cackle en la escenografía de la serie de televisión infantil de 2005, La Nueva Peor Bruja.
El Círculo Mágico también formó parte de la exposición Harry Potter: Una historia de la magia en la Biblioteca Británica en 2017.
Otra reproducción de El círculo mágico es una de las pinturas con un tema oculto que aparecen en la escenografía de la serie de televisión de 2018-2020, Las escalofriantes aventuras de Sabrina.

## Lectura adicional
- Moyle, Franny (13 de junio de 2009), «Pre-Raphaelite art: the paintings that obsessed the Victorians [print version: Sex and death: The paintings that obsessed the Victorians]», The Daily Telegraph (Review): R2-R3..
- Simpson, Eileen (17 de junio de 2009), «Pre-Raphaelites for a new generation: Letters, 17 June: Pre-Raphaelite revival», The Daily Telegraph..
- Dorment, Richard (29 de junio de 2009), «Waterhouse: The modern Pre-Raphaelite, at the Royal Academy – review», The Daily Telegraph..